# Egyedi-palota

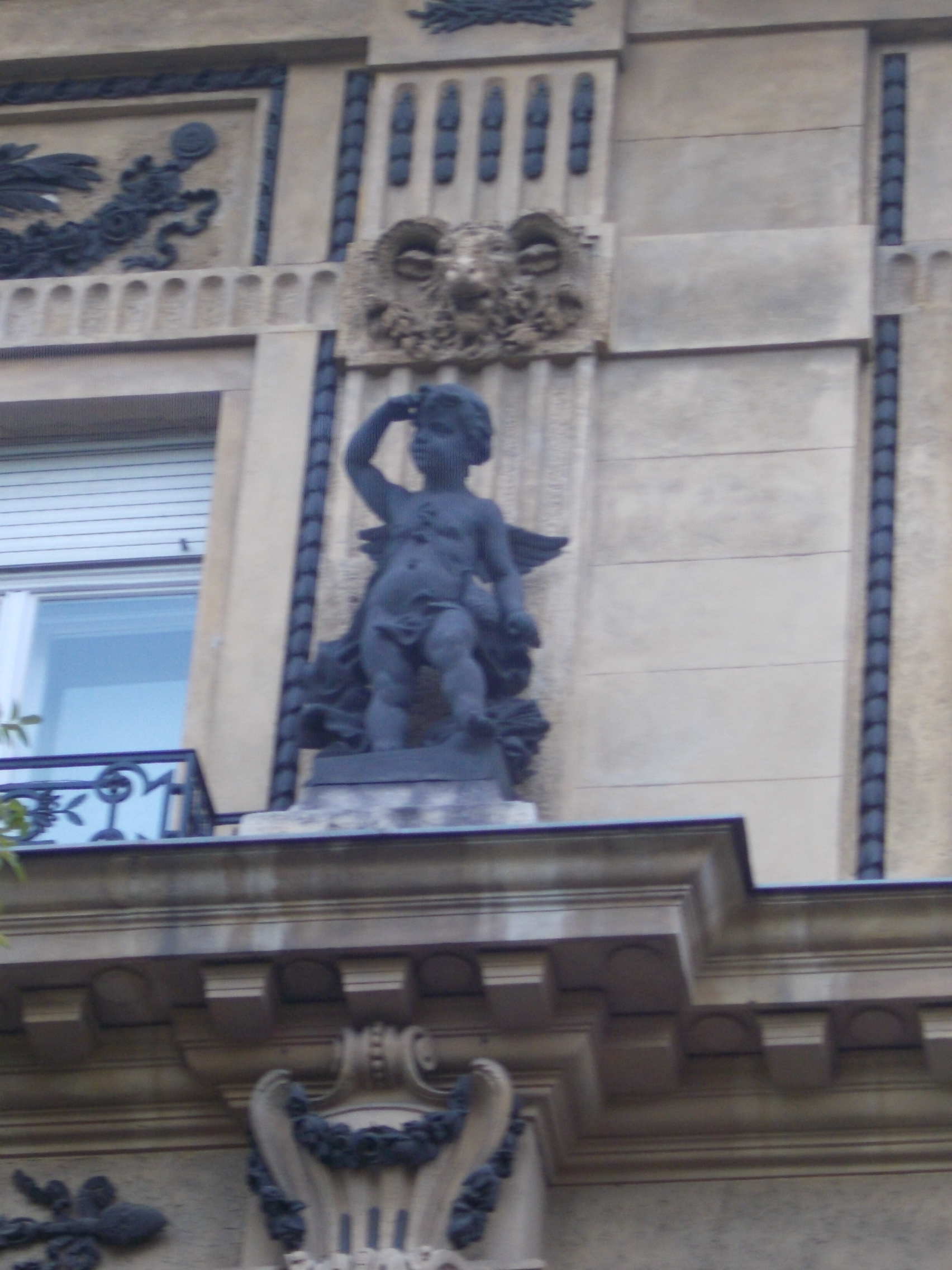
A főhomlokzat díszítése

Az Egyedi-palota a 19. század végén, Budapesten, a Terézvárosban, a Benczúr (akkor Nagy János) utca 27. sz. alatt épült palota. A korábbi Postás Művelődési Központ ma Benczúr Ház néven kulturális és rendezvényközpont .
A Postakürt Alapítvány székhelye, otthont ad a Postamúzeumnak és a Benczúr Ház művelődési intézménynek. Műemlék.

## Előzmények

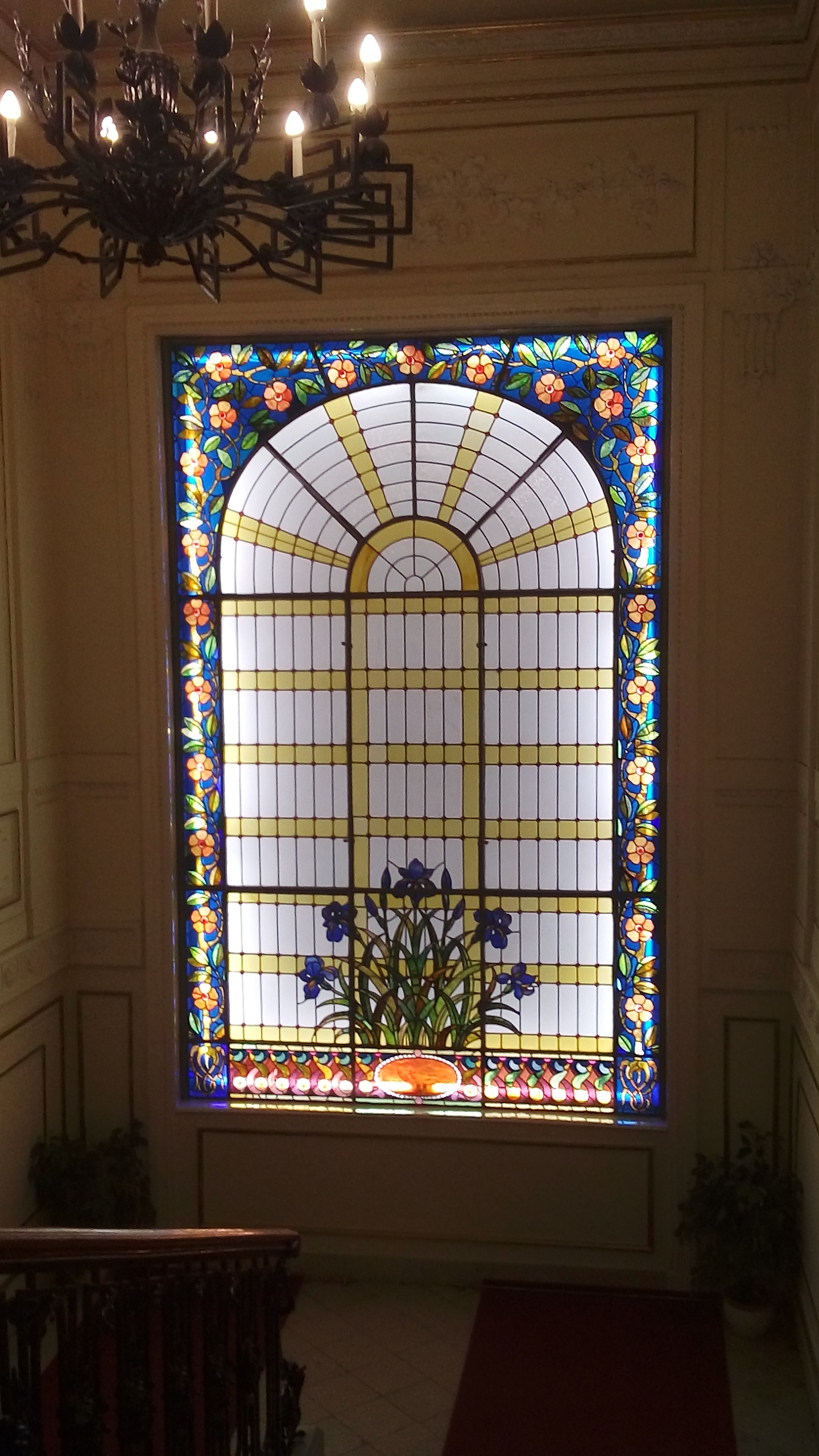
Róth Miksa díszablaka a lépcsőházban

Az Egyedi család gazdagságát a 19. század második felében alapította Stern Ignác, az Újpesti lepárlóüzem (Egyedi Lajos Szeszgyára) tulajdonosa. A szeszfőzde Újpesten, az Árpád út 27. sz. alatt működött. Mivel a lepárlóipar akkoriban rendkívül fejlett, s így a gyár nagyon jövedelmező volt, lehetővé vált, hogy Stern Ignác két fiára, Artúrra és Lajosra jelentős vagyont hagyjon.
Artúr kezelte az Egyeden (Sopron vármegye) lévő több ezer holdas családi gazdaságot, míg Lajos az újpesti lepárló új tulajdonosává vált. 1885-ben és 1889-ben a Stern fivérek a családi földek elhelyezkedése után felvették az Egyedi magyar családnevet.
A századfordulón a két testvér tehetséges sportolóként vált ismertté arisztokrata és nagypolgári körökben mint akik 20–25 évig fontos szerepet játszottak a nemzeti lovassport életében. Artúr kiváló mezőgazdasági szakértő, lótenyésztő volt, aki egyszerre 12–16 állat nevelésében vett részt, és híres lócsaládokat alapított. Lajos gondosan megőrzött állományait az ország legjelentősebb tenyészetei közé sorolták, amelyeket a magyar lovassport ma is számon tart. Elbeszélések szerint a híres ló, Kincsem egyik unokáját az Egyedi-palota kertjében temették el (a színpad mögött emlékoszlop tanúskodik erről).
A lovassport és lótenyésztés mellett, Egyedi Lajos soha nem adta fel üzleti tevékenységét sem. Lakórezidencia és irodák céljára pazar palotát építtetett a Nagy János (ma Benczúr) utca 27. sz. alatt. A korszak legmagasabb adófizetői közé tartozott. Az alkoholkartell létrejötte azonban 1913-ban megakadályozta a szeszfőzde további fejlesztését, amelytől a következő évben így meg kellett válnia. Gyárának eladása után az Árpád úton 1916-ban műgyapotgyártó-vállalkozást indított el, nagy tőkét fektetve a modern gyári felszerelés megvásárlásába. Hamarosan azonban tragédiák árnyékolták be a család mindennapi életét, míg a nagy gazdasági világválság Egyediék számára megnehezítette az életet, a kortárs sajtó széles körben nyilvánosságra hozta Egyedi Artúr halálát, akit veje megfojtott, miután ő megtagadta a férfi tartozásainak kifizetését. A család vagyonának csak töredékei maradtak meg, míg az eszközök többségét a Magyar–Olasz Bank szerezte meg.
A Benczúr utcai lakóépület felszámolásának megakadályozására Egyedi Lajos 1927-ben öngyilkosságot követett el.

## Története
Amikor az előző századfordulón az Andrássy úton palotasor létesült, vele párhuzamosan a környező utcákban szintén fellendült az exkluzív rezidenciák építése.
1928-tól a kormány rendelete alapján a postai dolgozók levont nyugdíjjárulékait nem kellett átadni a központi nyugdíjpénztári alapnak. Ehelyett a királyi posta megalapíthatott egy saját külön alapot, amelyből egyes, a postai alkalmazottakat segítő intézeteket támogathattak. Ennek eredményeképpen a nyugdíjpénztári alapot irányító jóléti pénztár (Magyar Királyi Postai Jótékonysági Alap) úgy döntött, hogy létrehoz egy klubházat az egyesület számára, és 1930-ban megvásárolta a banktól a Benczúr u. 27. alatti palotát. 1931-ben dr. Szalay Gábor báró, az 1925-ben alapított Postai Zenei és Kulturális Egyesület elnöke „Az új Postás otthon” című cikkében így emlékezett meg erről: „Nem mondom, hogy ha magunknak kellett volna most egy épületet építeni, azt így és ilyen fényesnek építettük volna, azonban ez a szép külső ne tévesszen meg senkit. Ritka, kedvező alkalmi vétel volt ez, amennyiben a házat olyan, aránylag csekély összegért sikerült megvennünk egy gazdag néhai világfi jogutódjától, amely összegért a mi igen szerény igényeinknek megfelelő, egész egyszerű háznak egy részét sem tudtuk volna felépíteni. ... Legyen ez a ház a béke, a szeretet és az egyetértés tanyája, ... s a jövő oly szép legyen, mint azt reméljük.”
A kulturális egyesület alapító okiratának kivonata írja 1925-ben: az egyesület célja „...a magyar posta tisztviselői karában a szak- és szépirodalom, továbbá a művészet minden ága iránt az érdeklődést felkelteni, a művelődést előmozdítani tudományos, szak- és szépirodalmi előadások, továbbá műkedvelő előadások rendezésével, a nemesebb irányú ének és zene művelése céljából ének és szimfonikus zenekar létesítésével, kórus- és zeneestélyek rendezésével és zeneiskola fenntartásával.”
A postapalota a második világháború alatt csak kisebb károkat szenvedett el, és az 1950-es évektől ismét az eredeti célt szolgálta; a postások kulturális intézete volt. 

## A Benczúr Ház
Az 1990-es évek elején az épület a Magyar Posta Kft., a MATÁV Rt. és az Antenna Hungária Kft. által alapított Postai és Távközlési Kulturális Alapítvány székhelyévé vált. Az alapítvány a közel egy évszázaddal ezelőtt megfogalmazott célokat követve (ma Benczúr Ház név alatt) magas színvonalú kulturális központként tartja fenn a főváros nagyközönségének programjainak gesztorálásával.
2009-ben az alapítók elhatározták a Benczúr Ház bezárását (és később értékesítését), ami véget vetett az épület megőrzése biztonságának is. Ennek „eredményeképpen” a 100 éves Erkel Ferenc Zeneiskolának egy másik épületbe kellett költöznie a VI. kerületben.
2010-ben a Magyar Posta Zrt.  a többi tulajdonostól megvásárolta a tulajdonjog 52%-át, így az épület 100%-os tulajdonosává vált. Ezt követően, megújítva korábbi tevékenységét, 2011-ben létrehozták a Posta Kulturális Alapítványt (ma: Postakürt Alapítvány).
A második és a harmadik emelet a Postamúzeum (Budapest) új helyszíne, amely 2012. október 9. óta fogadja itt a látogatókat.

## Leírása
Az épület tervét Marmorek Oszkár műépítész készítette. A palotát zártsorú beépítésű, belső udvaros, magastetős, háromszintes lakóépületként alakították ki. Szintjei: alagsor, magasföldszint, részben beépített félemelet, második emelet és részben beépített tetőtér. A főhomlokzat díszítését Karl Waschmann tervezte. A belső térben Róth Miksa ólomüveg ablakai, és eredeti enteriőrök láthatók. Az alagsorban a kiszolgáló helyiségek és az istállók, a földszinten hálószobák és a recepció, míg az első emeleten az irodák voltak. Az aula kupolája alatt télikertet alakítottak ki, a Szalon (ma Díszterem) az utcára néző középső terem volt, míg a Hölgy termet (a mai Fehér Szalont) és az Úri termet (a mai Barna Szalont) a belőle és külön is nyíló, két oldalsó teremben helyezték el. A Vadászterem szép fafaragásos galériájával (a zenekar számára) étkezőként szolgált. A ház mögött, az épület teljes szélességében téglafallal körülvett kert, benne melléképülettel és szabadtéri színpaddal.

## Galéria

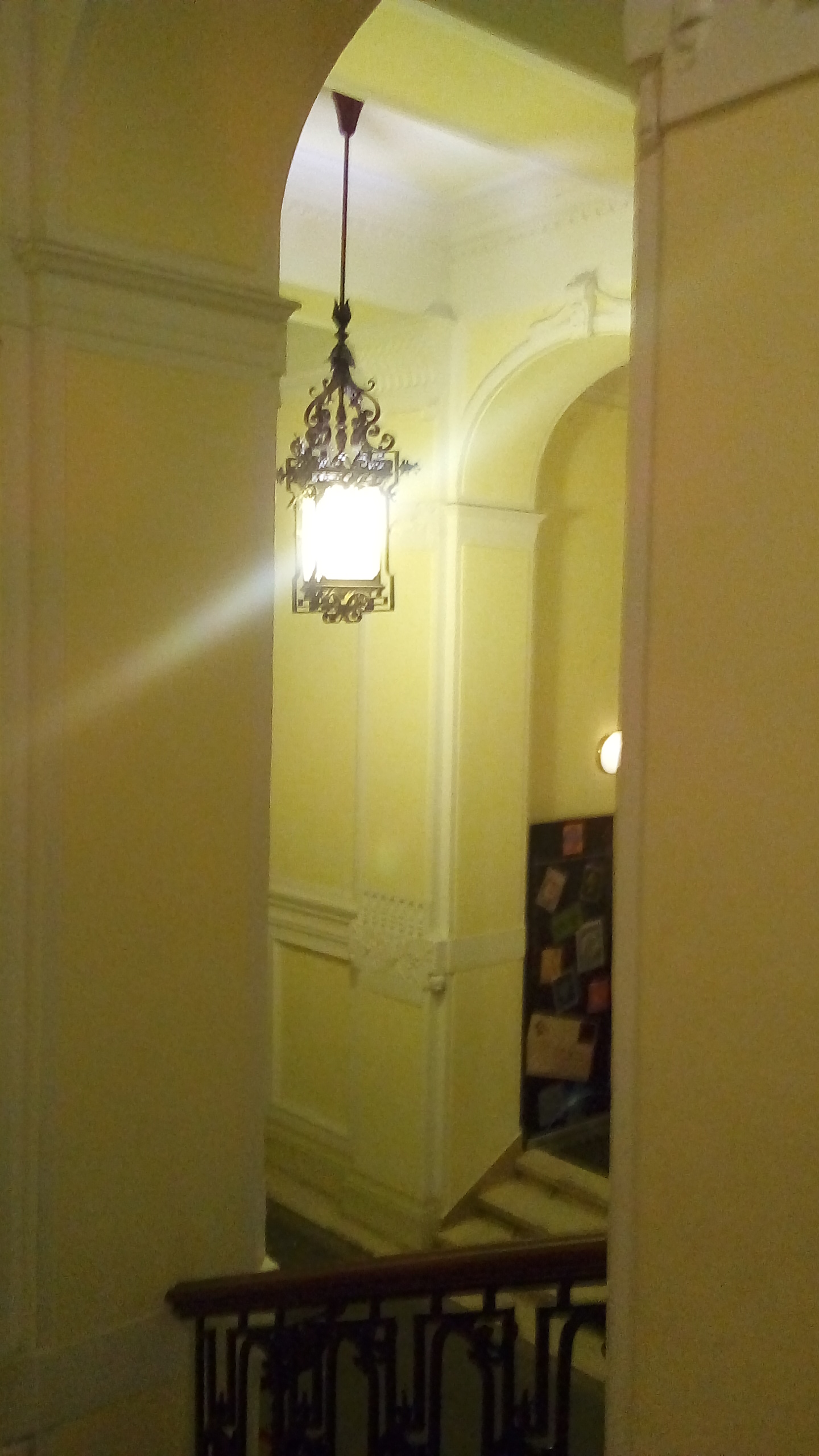
A palota kapualja...
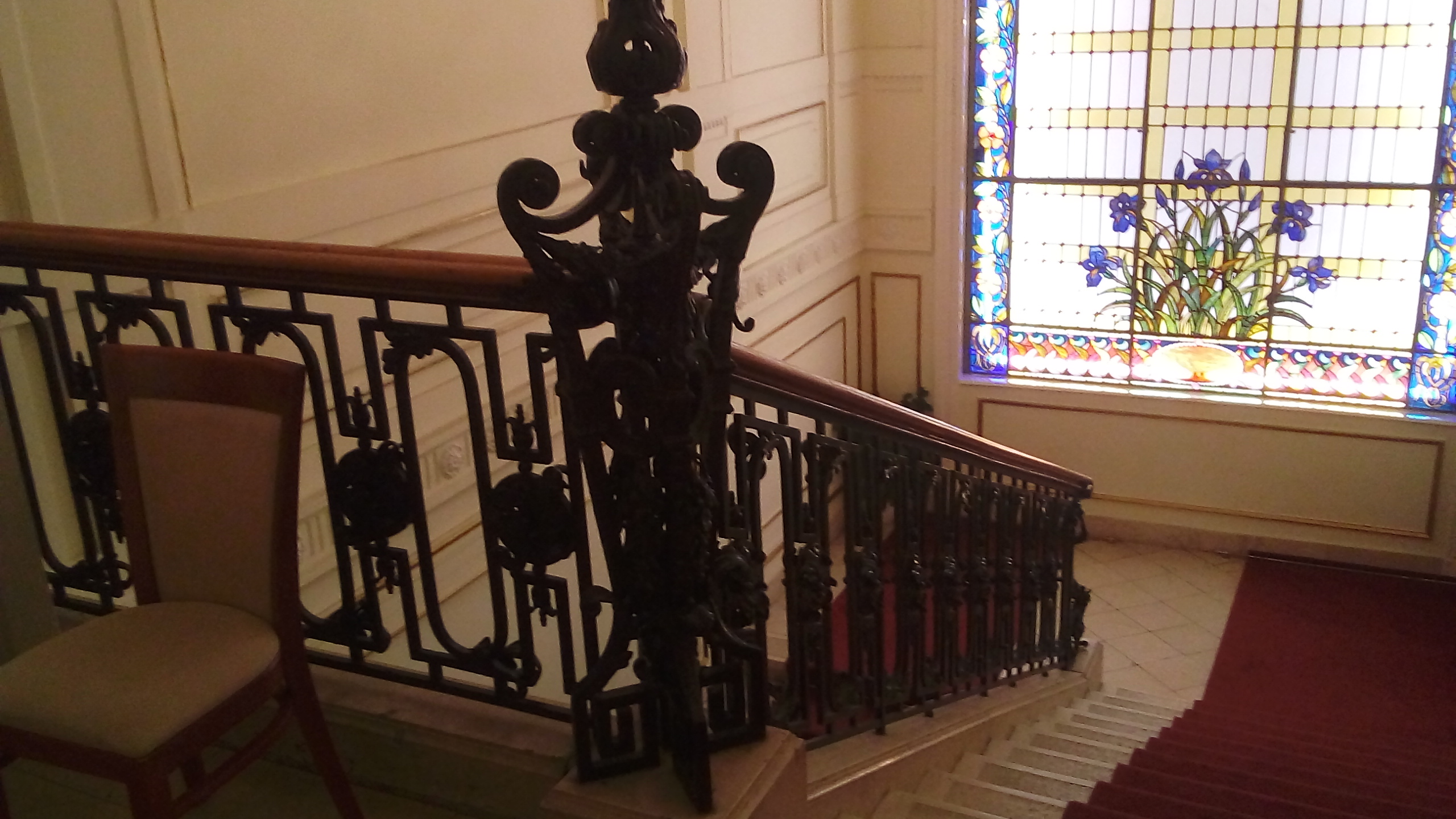
...és lépcsőháza
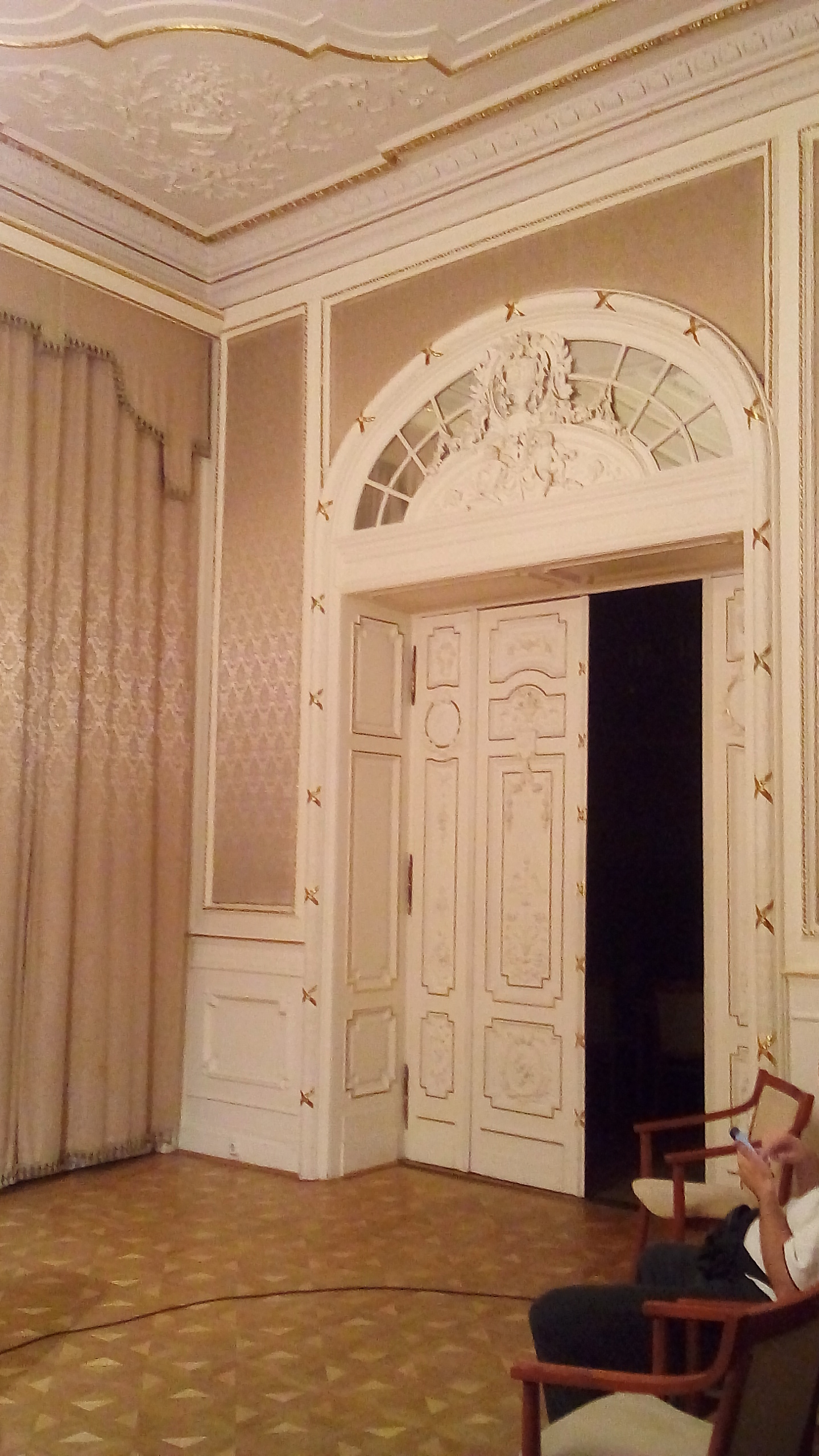
A Díszterem rizalitos ajtaja a Barna Szalon felé
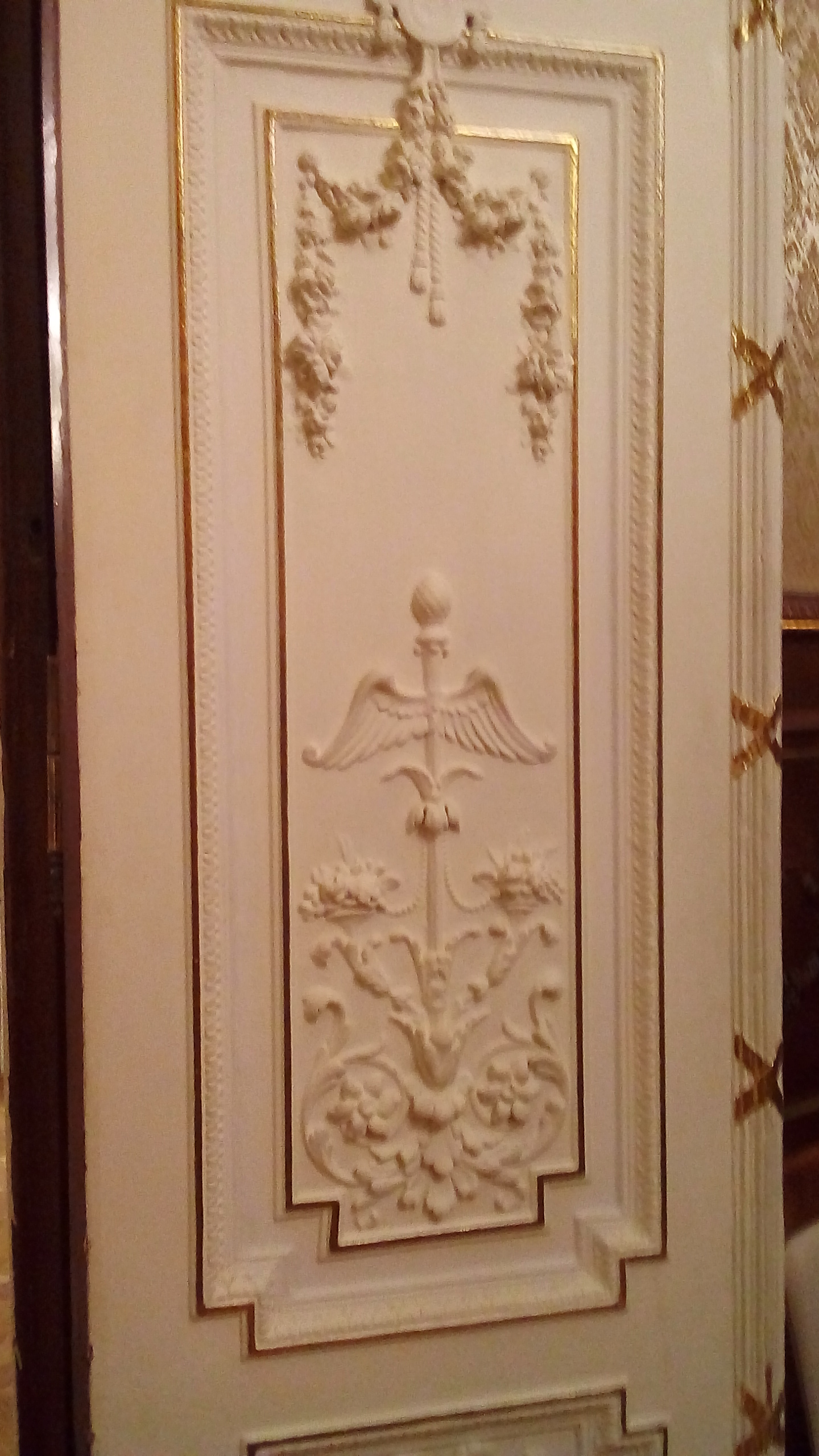
A Díszterem ajtaja közelről
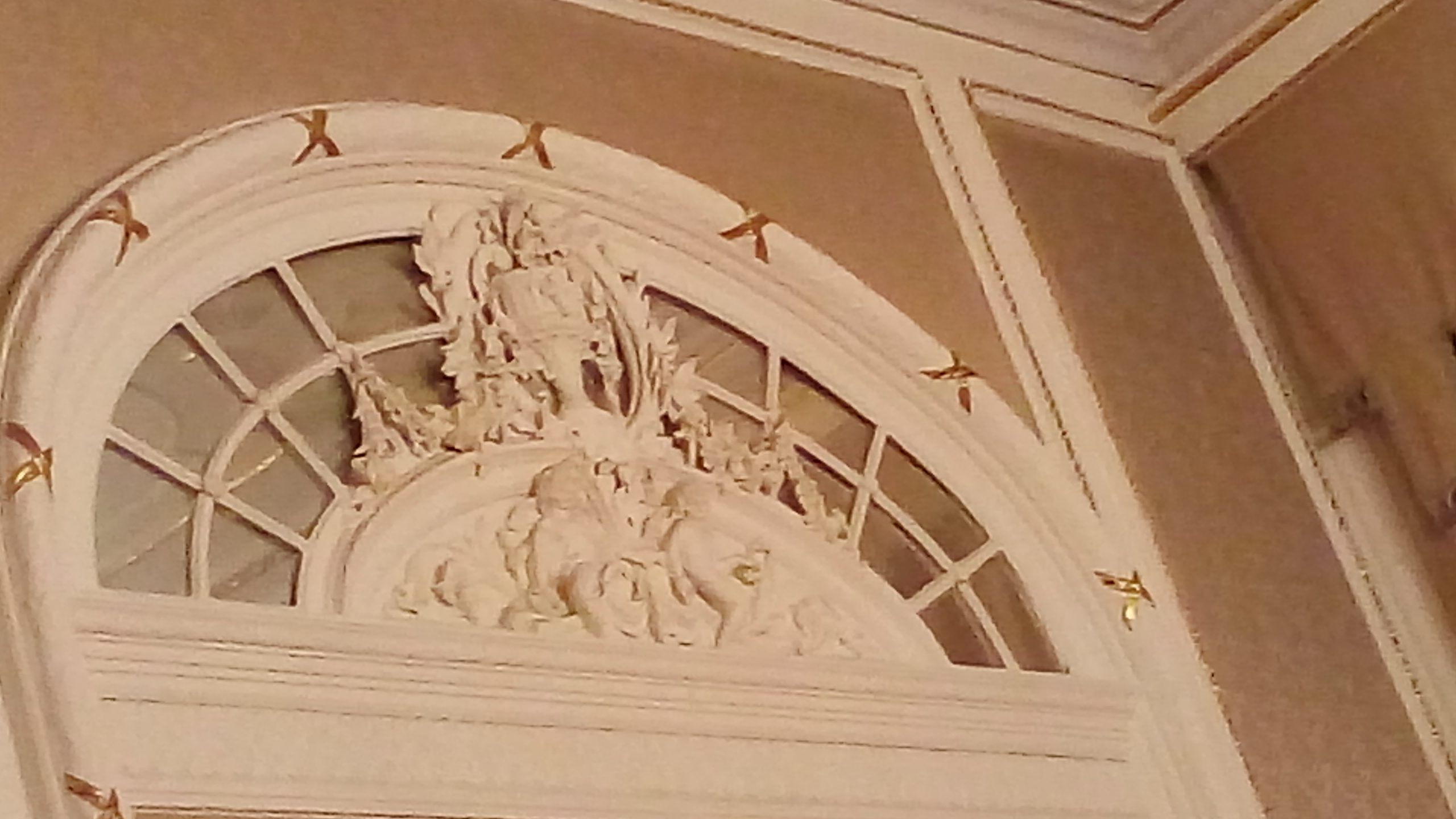
Lovas rizalit a Fehér Szalonba nyíló ajtó fölött
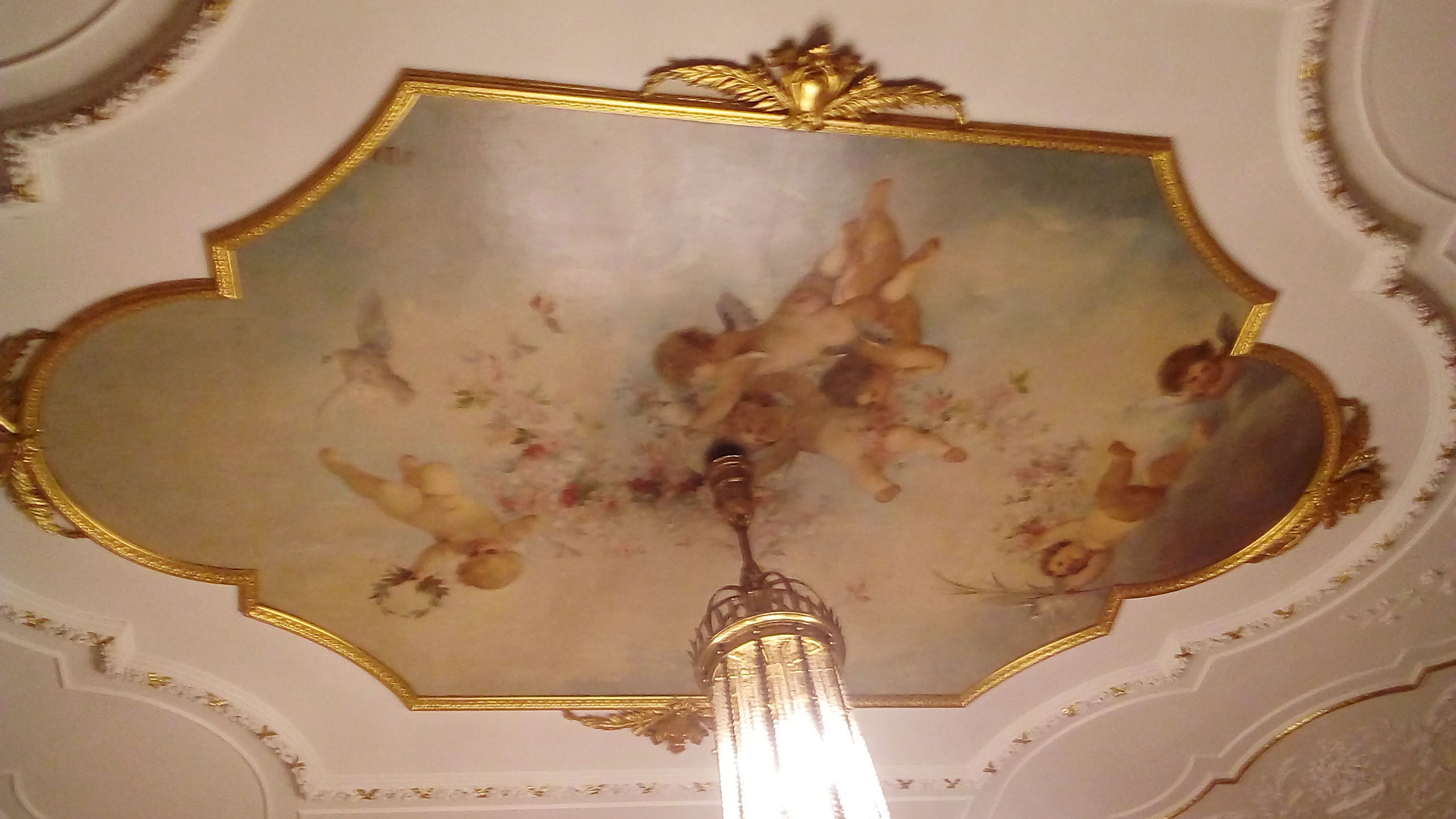
A Díszterem mennyezetfreskója
A Díszterem csillárja
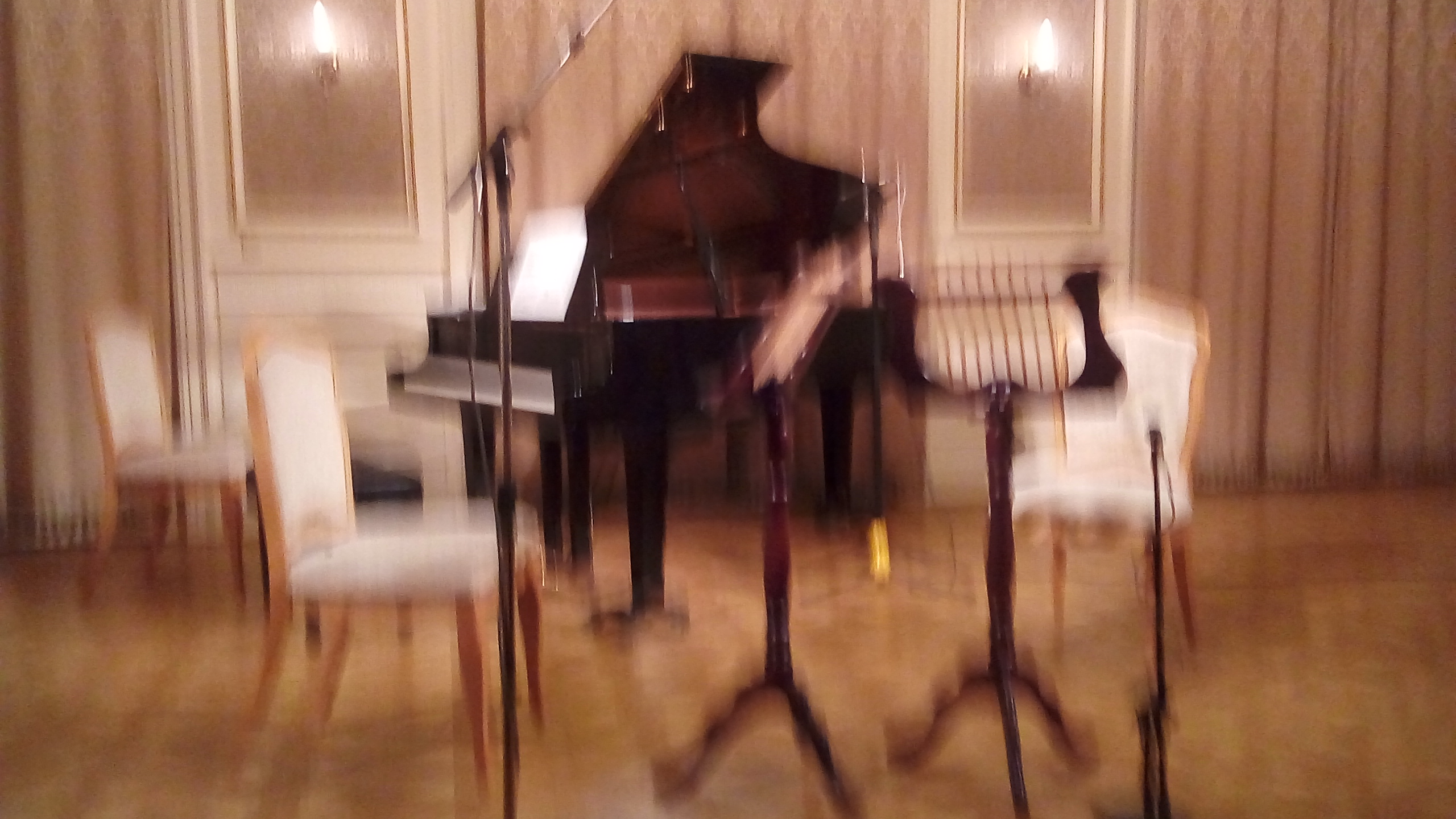
Koncert előtti hangulat a Díszteremben
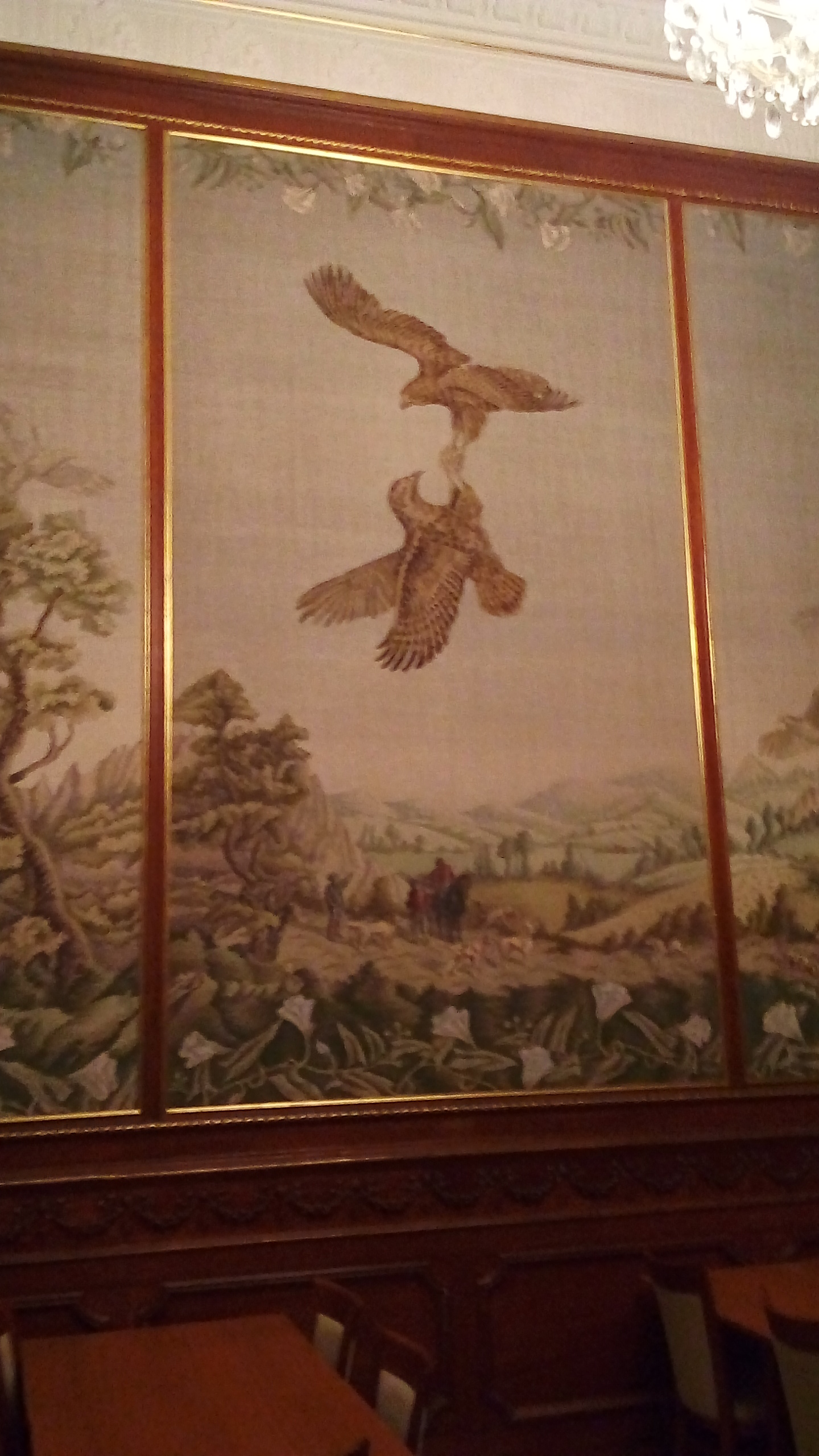
A Vadászterem faliképe és csillárja
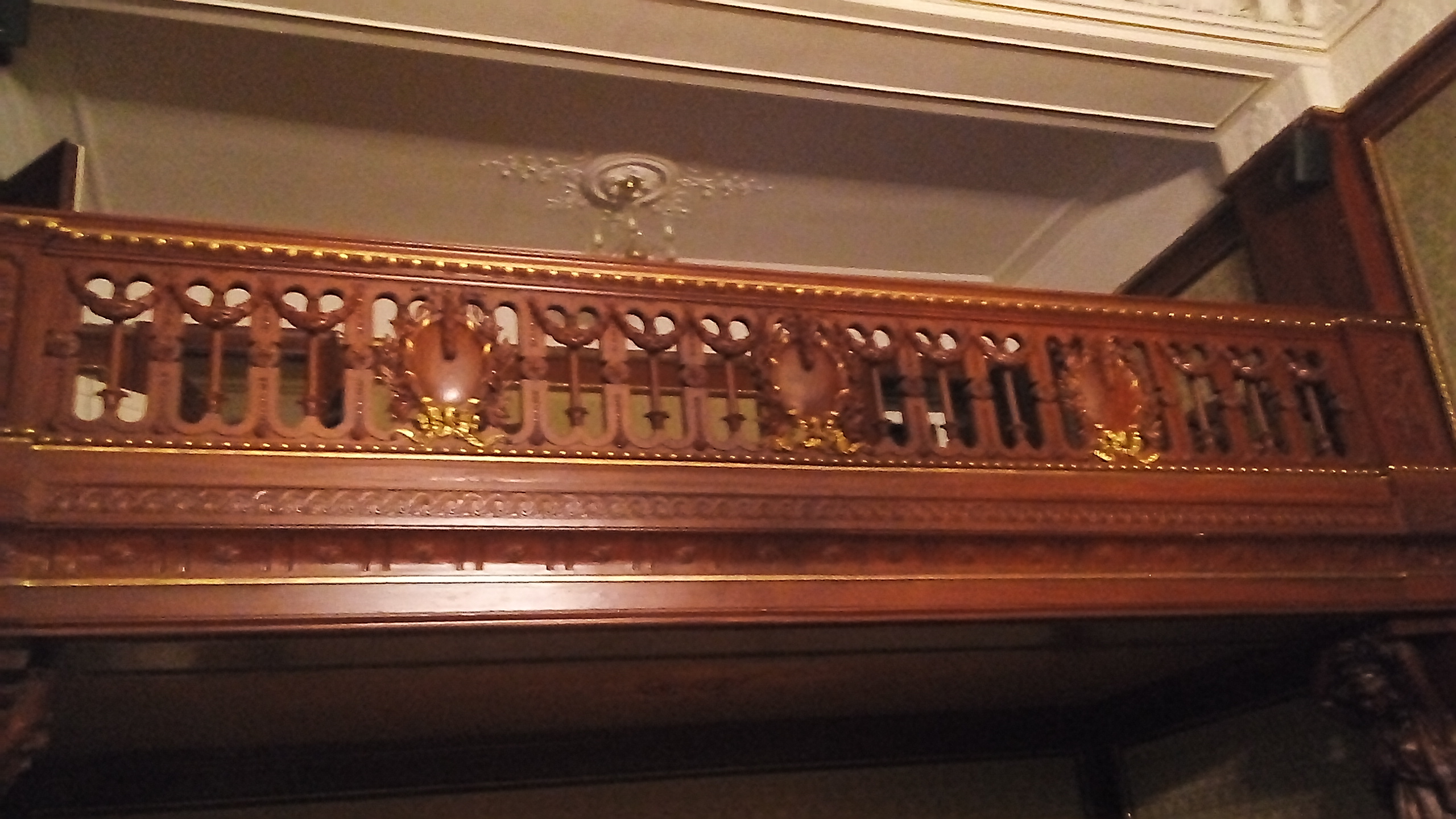
A Vadászterem fagalériája
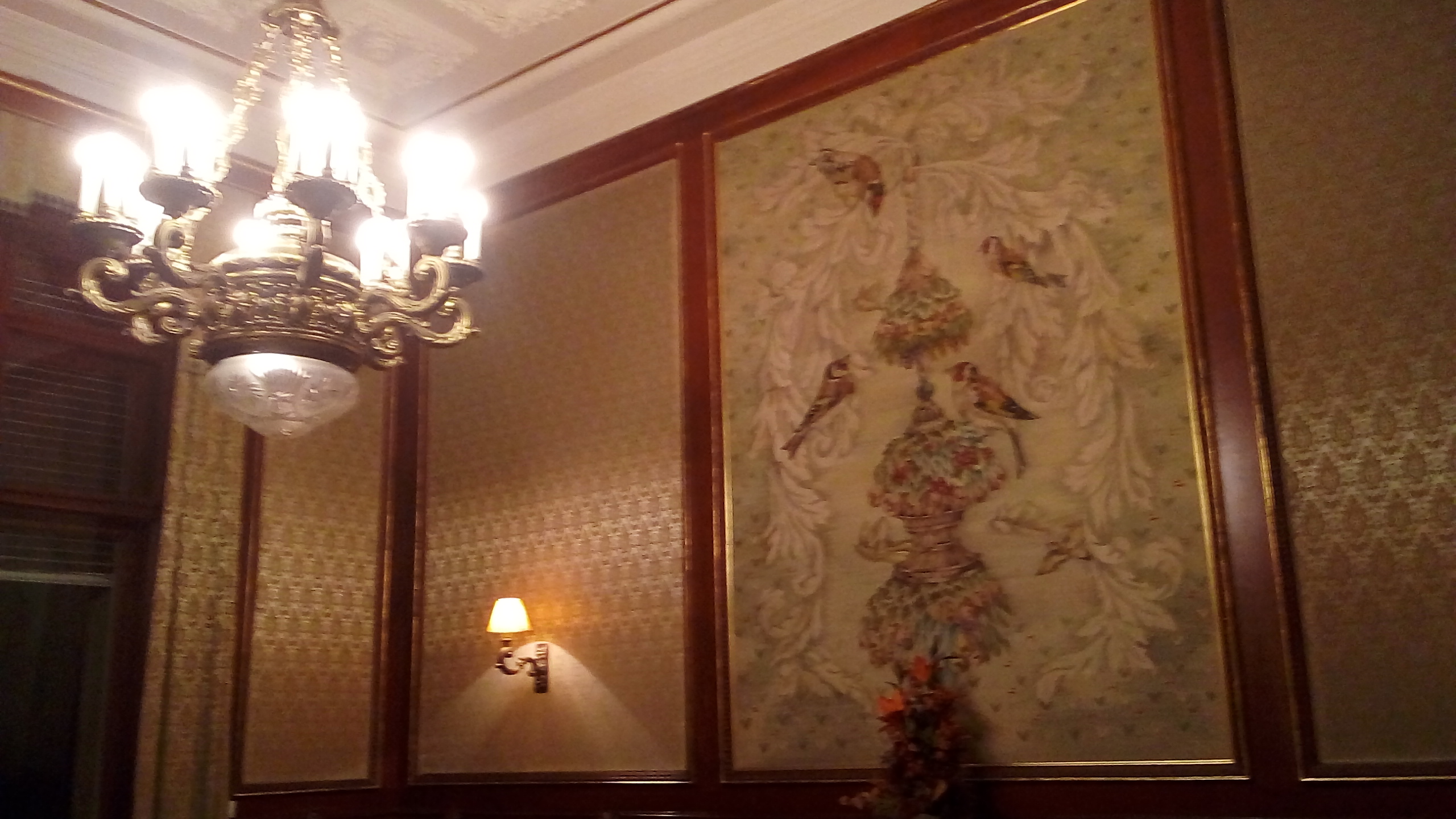
A Barna Szalon
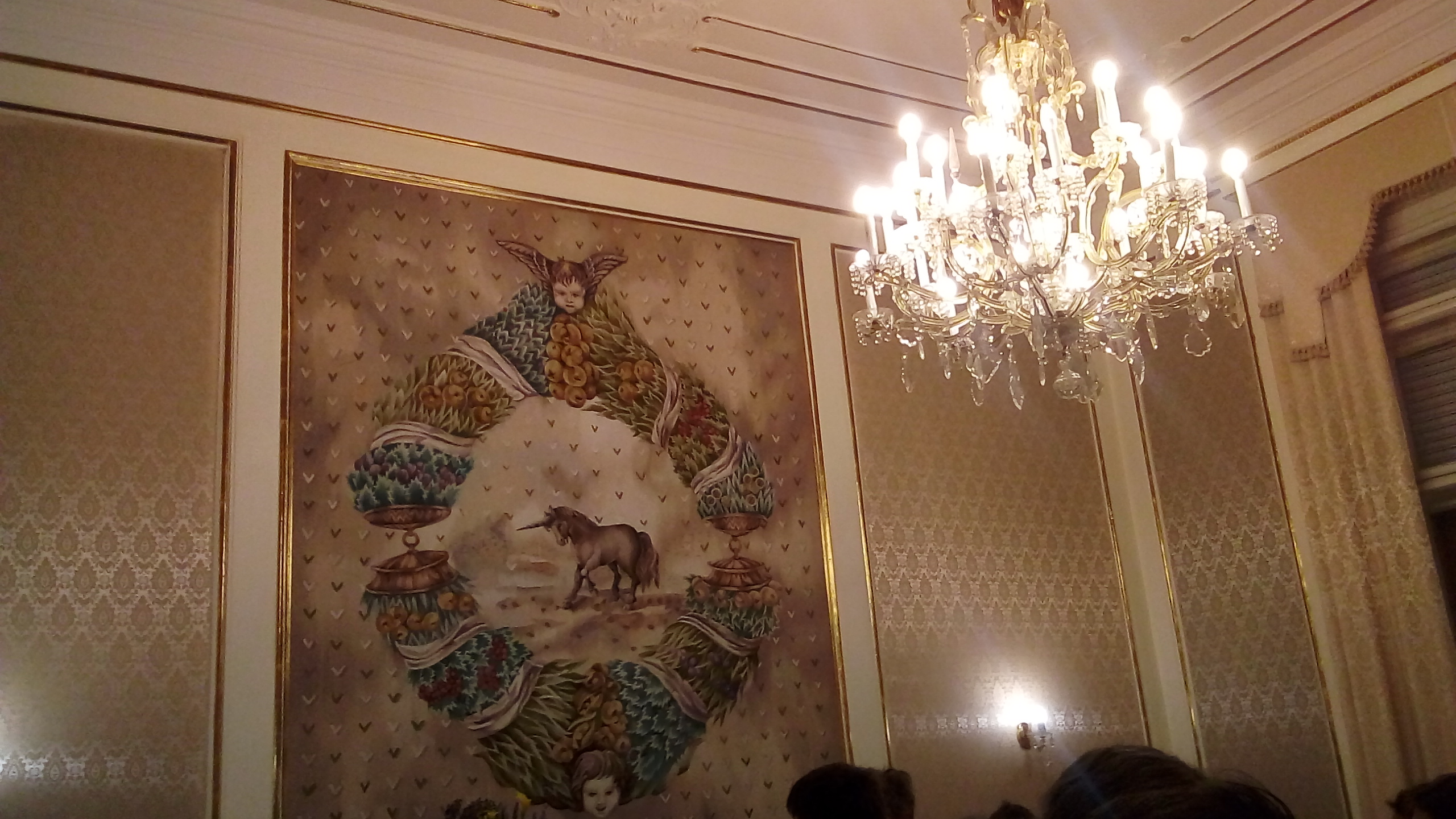
A Fehér Szalon
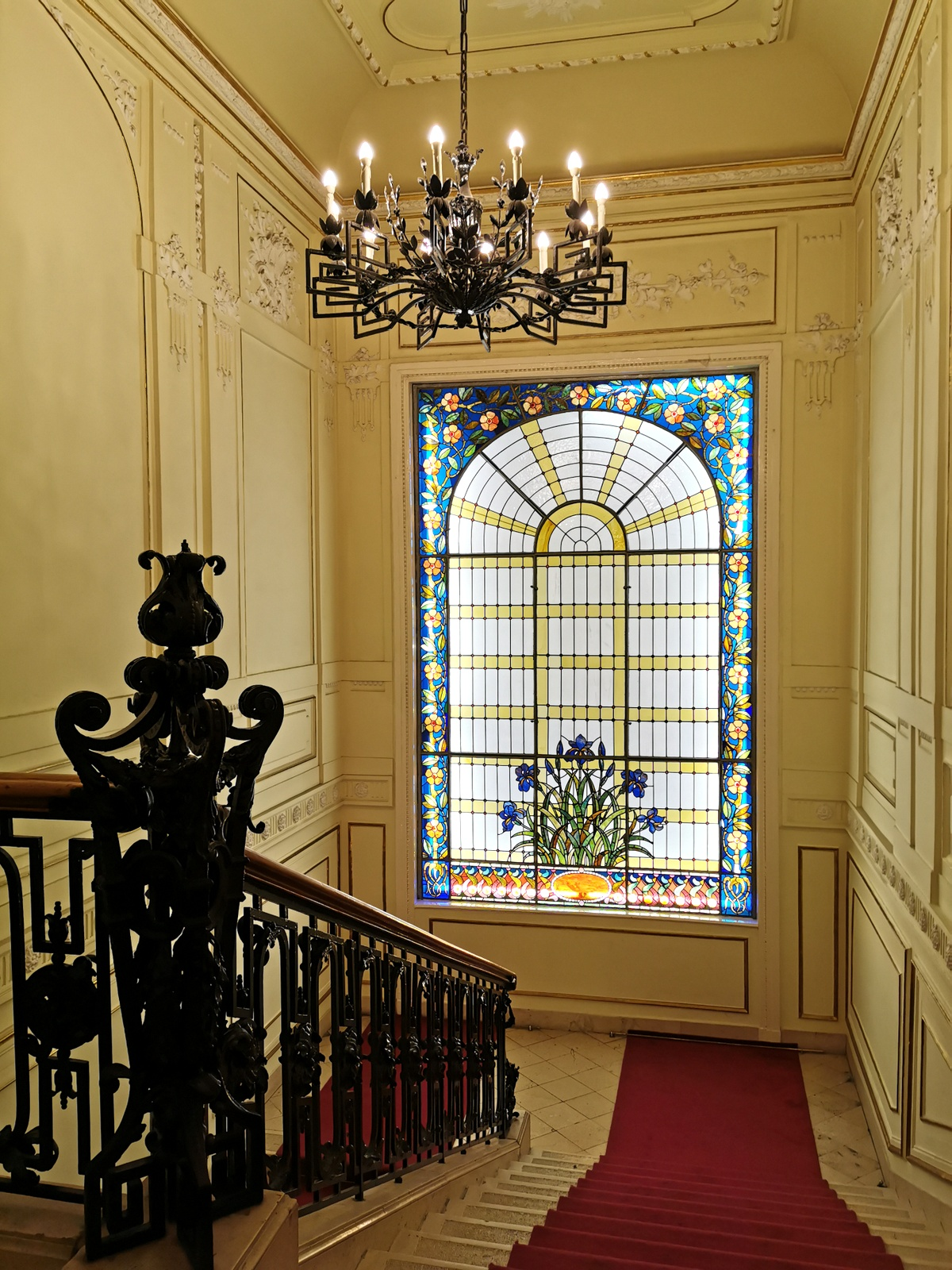
Róth Miksa díszablaka a lépcsőházban
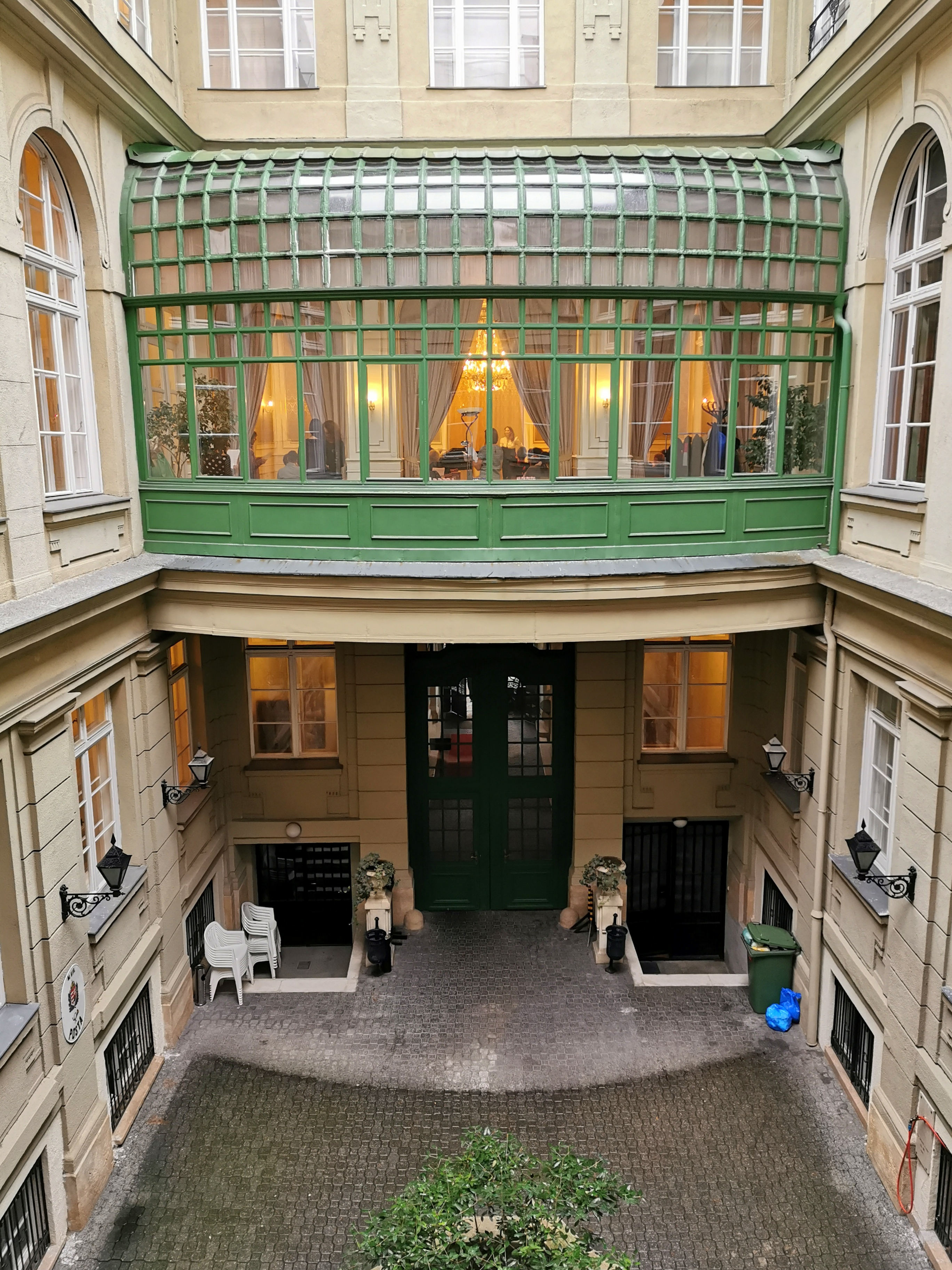
A belső udvar